# حسن معتوق
حسن معتوق (حسن معتوق؛ زاده ۱۰ اوت ۱۹۸۷) یک بازیکن فوتبال اهل لبنان است.
وی همچنین در تیم ملی فوتبال لبنان بازی کرده است.